# Saint-Hilaire-de-Beauvoir
Saint-Hilaire-de-Beauvoir is een gemeente in het Franse departement Hérault (regio Occitanie) en telt 330 inwoners (2005). De gemeente werd op 1 januari 2017 overgeheveld van het arrondissement Montpellier naar het arrondissement Lodève.

## Geografie
De oppervlakte van Saint-Hilaire-de-Beauvoir bedraagt 4,6 km², de bevolkingsdichtheid is 71,7 inwoners per km².
De onderstaande kaart toont de ligging van Saint-Hilaire-de-Beauvoir met de belangrijkste infrastructuur en aangrenzende gemeenten.

## Demografie
Onderstaande figuur toont het verloop van het inwonertal (bron: INSEE-tellingen).